# Война Сергій Васильович
Сергі́й Васи́льович Во́йна (14 квітня 1984 — 26 березня 2023) — український військовослужбовець, учасник російсько-української війни.

## Життєпис
Народився 14 квітня 1984 року в селі Сербичани, Чернівецької області.
З січня 2023 року проходив військову службу за контрактом.
Загинув 26 березня 2023 року в районі Білогорівки, Бахмутського району.

## Нагороди
- Орден «За мужність» ІІІ ступеня [2]